# پاسخ هیپوناستیکی
جنبش رو به بالای برگ‌ها و دیگر بخش‌های گیاه که منجر به رشد بخش‌های پایینی آن می‌شود را پاسخ هیپوناستیکی می‌نامند.
این پدیده در بسیاری از گیاهان زمینی دیده می‌شود و به نظر می‌رسد به هورمون گیاهی اتیلن مرتبط باشد.
گیاهان آبزی اغلب واکنش‌های هیپوناستیکی نشان می‌دهند. خم شدن‌های رو بالای برگ‌ها و کشیدگی دمبرگ‌ها احتمالاً به تبادل گاز با اتمسفر کمک می‌کند. گیاهان اتیلن تولید می‌کنند، اتیلن تولیدی در هوا به آسانی حل می‌شود ولی وقتی گیاه به زیر آب می‌رود، اتیلن تولیدی در گیاه به دام می‌افتد.